# Цзян Янь
Цзян Янь (кит.: 江淹 нар. 444 — пом. 505) — китайський поет і письменник періоду Південної династії, який займав важливе місце в історії літератури Південної династії.
Цзян Янь був поетом-новатором, який шукаючи нові і дивні соціальні тенденції, мав власний стиль письма. Це мало вплив на пошук друзів та оточення. В юнацькому віці він був наділений дивовижними поетичними здібностями, але в час старості його талант вичерпався. Тому його ім'я стало прозивним. В китайському збірнику «Цзіншен тун'янь» в розповіді третій, яка носить назву «Повість про те, як Ван Ань-ші тричі поставив у безвихідь вченого Су», мова йде про китайського поета Ван Ань Ші, якого згадує інший поет Су Дун-по. Саме тут Су Дун-по порівнює Ван Ань-ші з Цзян Янь:
|  | Дун-по відразу впізнав почерк Ван Ань-ші. Вірш називався «Похвала хризантемі». Дун-по подумав, посміхаючись: «Так, недарма кажуть люди: «Всього три дні тривала наша розлука, а бачимо один одного вже в новому світлі». У минулі роки, коли я служив в столиці, старий, не замислюючись, міг написати кілька тисяч слів підряд — варто було йому тільки взятися за пензель. Минуло три роки, і все змінилося: він не зміг закінчити і восьмивірш. Так, воістину: «Талант Цзян Яня до старості вичерпався» |

Саме цей поет став одним із кумирів 15 — річного Лі Бо, який на той час серйозно захопився літературною творчістю. Згідно з офіційними біографіями, почав він із ритмічного есе «Наслідування „Оді про ненависть“» поета Цзян Яня.